# Liste der Monuments historiques in Cernay-en-Dormois
Die Liste der Monuments historiques in Cernay-en-Dormois führt die Monuments historiques in der französischen Gemeinde Cernay-en-Dormois auf.

## Liste der Objekte
| Bezeichnung                                             | Beschreibung | Standort                                   | Kennzeichnung | Schutzstatus | Datum | Bild |
| ------------------------------------------------------- | --- | ------------------------------------------ | ------------- | ------------ | ----- | ---- |
| Grabstein für Jacques de Neufchâtel und Anne de Rabutin | Marmor, bezeichnet 1612 und 1618                                                                                  | in der Kirche Nativité-de-la-Vierge (Lage) | PM51000137    | Classé       | 1911  |      |
| Kelch                                                   | Silber, Email, bezeichnet 1593, Stifter Nicolas Boucher, Bischof von Verdun; im Bischofspalast in Reims deponiert | in der Kirche Nativité-de-la-Vierge (Lage) | PM51001343    | Classé       | 1995  |      |
| Grabstein für das Herz von Nicolas Boucher              | Stein, bezeichnet 1593                                                                                            | in der Mairie (Lage)                       | PM51001737    | Classé       | 2008  |      |